# Hemipterochilus notula
Hemipterochilus notula är en stekelart som först beskrevs av Amédée Louis Michel Lepeletier 1841.  Hemipterochilus notula ingår i släktet Hemipterochilus och familjen Eumenidae. Inga underarter finns listade i Catalogue of Life.